# Castello di Mesagne
Das Castello di Mesagne ist eine Stadtburg in der Gemeinde Mesagne in der italienischen Region Apulien.

## Geschichte
Vermutlich gab es in Mesagne bereits in der byzantinischen Zeit im 11. Jahrhundert, eine Burg, aber der Bau eines „Castrum Medianum“ ist erst für 1062, dem Jahr, in dem die Normannen in das Land eindrangen, dokumentiert. 1195 schenkte man das „Castrum“ von Mesagne dem Deutschen Orden. In der Regierungszeit Friedrichs II. wurden ausschließlich die Bewohner der Siedlung mit der Erhaltung der Burg betraut. Im 16. Jahrhundert wurde der älteste Teil der Burg, der inzwischen einsturzgefährdet war, abgerissen und durch den heute noch existierenden, großen Turm ersetzt, der mit einer Zugbrücke versehen ist. In seinem Inneren ist das Archäologische Museum „Ugo Granafei“ untergebracht.

## Beschreibung
Der heute älteste Teil der Anlage ist der große, normannische Turm mit rechteckigem Grundriss, Konsolen und Zinnen an seinem oberen Ende. Man sieht dort noch die Schießscharten, die nach dem Bau des Turms zum Abschuss von Projektilen und Kanonenkugeln genutzt wurden. Im 16. Jahrhundert wurden barocke Fenster eingebaut und dadurch der Turm zusammen mit dem Rest der Burg zur Wohnstatt des Burgherrn gemacht. Der Grundriss der Burg ist rechteckig und wurde im Barock wesentlich verändert. Tatsächlich hat die Burg ihr ursprüngliches Aussehen verloren und das einer befestigten Adelsresidenz angenommen. Die Portale besitzen Bossenwerk.

## Bildergalerie

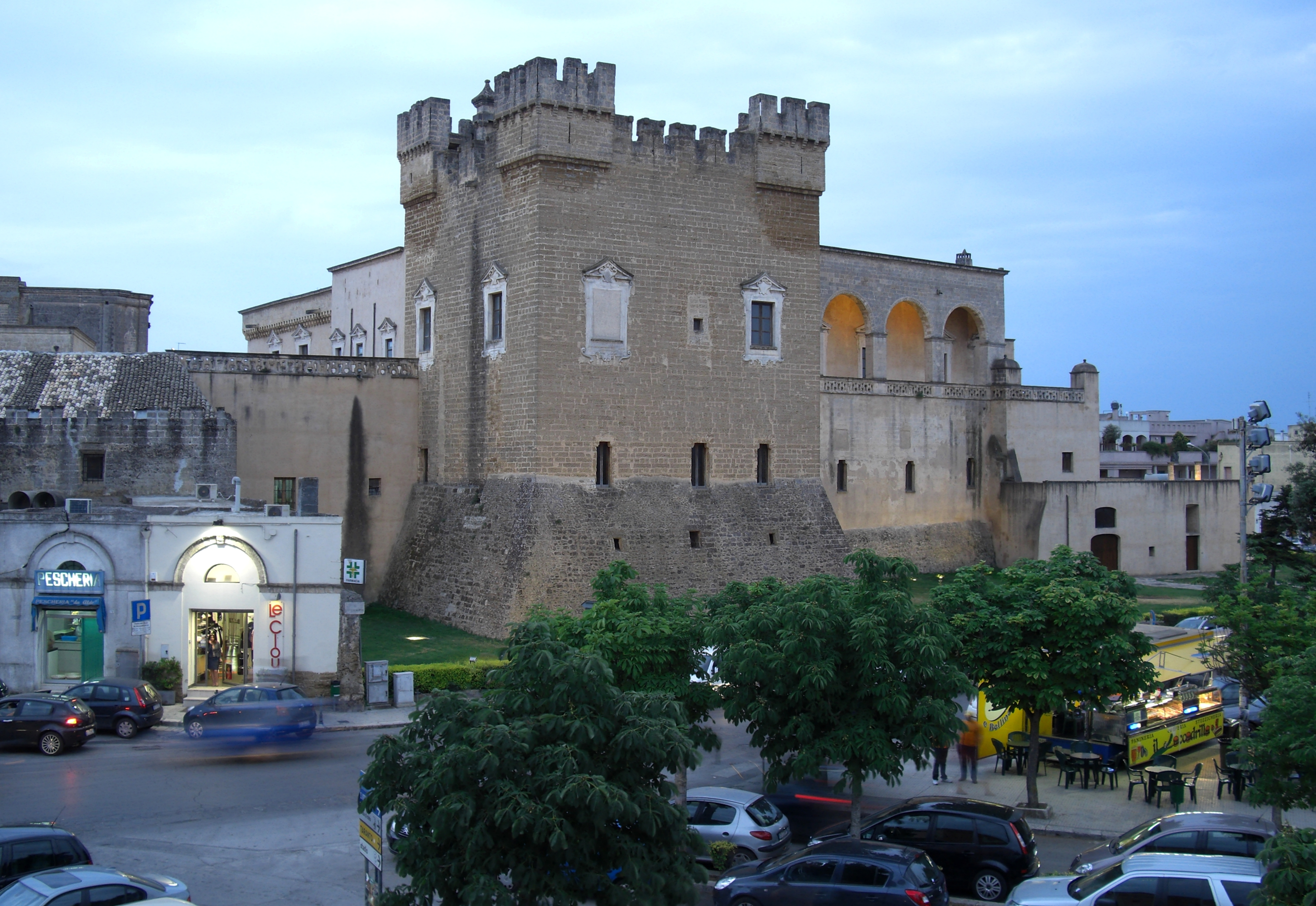
Der große Turm
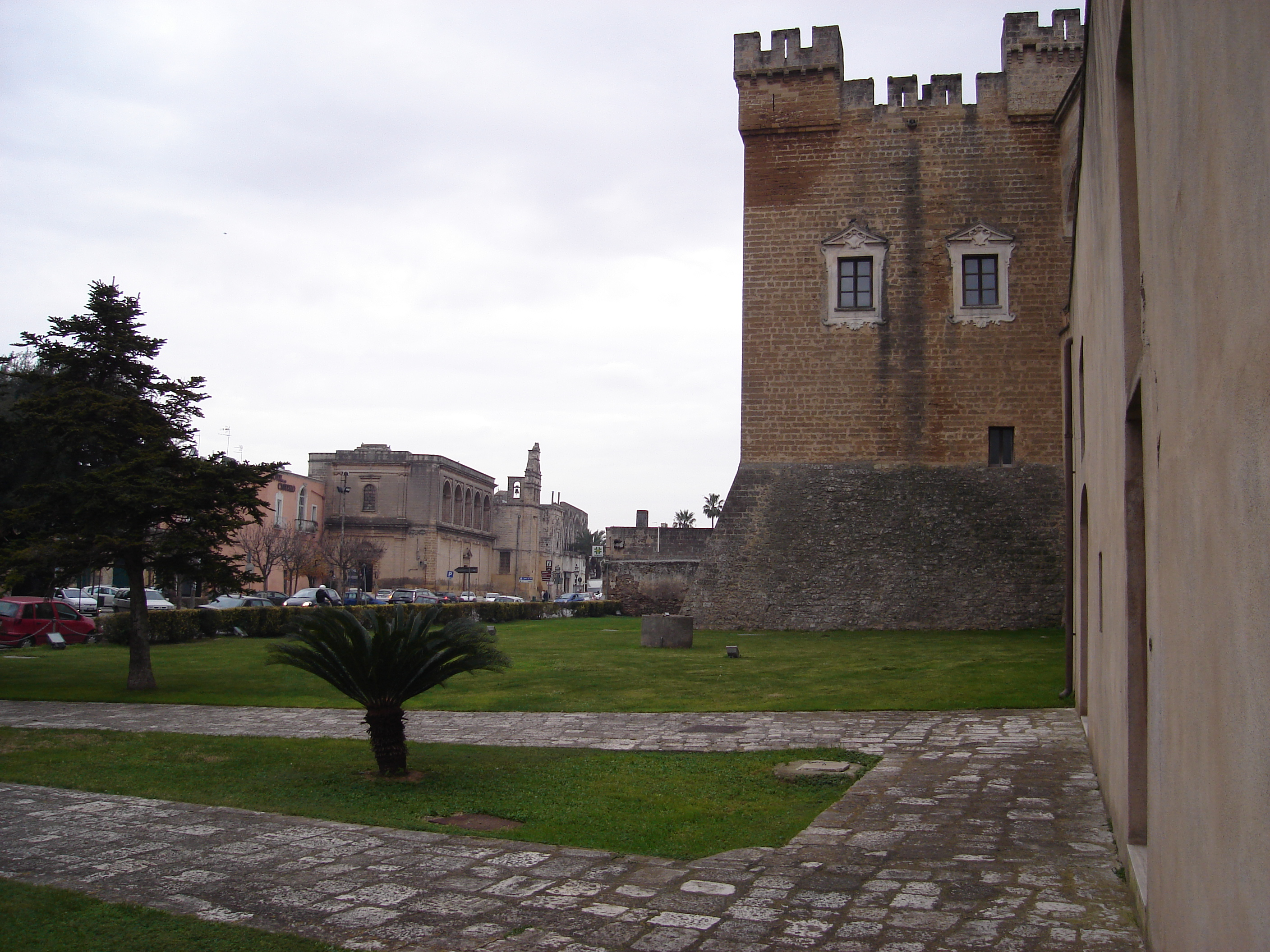
Großer Turm und Garten